# Andrew Kevin Walker
Andrew Kevin Walker (14 de agosto de 1964) es un guionista estadounidense. 
Es conocido por haber escrito Seven (1995), por la que obtuvo una nominación al Premio BAFTA al Mejor Guion Original , así como varias otras películas, entre ellas 8mm (1999), Sleepy Hollow (1999) y muchas reescrituras de guiones no acreditadas .

## Biografía
Walker nació en Altoona, Pensilvania, durante su infancia se mudó a Mechanicsburg, donde creció. Asistió a la secundaria de Mechanicsburg hasta su graduación en 1982. Luego comenzaría a estudiar producción cinematográfica en la universidad de Penn State, donde se gradua en 1986.

## Filmografía

### Guionista

#### Cine
| Año  | Título        | Director           | Notas                                                        |
| ---- | ------------- | ------------------ | ------------------------------------------------------------ |
| 1994 | Brainscan     | John Flynn         |                                                              |
| 1995 | Hideaway      | Brett Leonard      |                                                              |
| 1995 | Seven         | David Fincher      | También actor: Hombre muerto en la primera escena del crimen |
| 1999 | 8mm           | Joel Schumacher    |                                                              |
| 1999 | Sleepy Hollow | Tim Burton         | También coproductor (Sin acreditar)                          |
| 2001 | Ambush        | John Frankenheimer | Parte de la serie The Hire                                   |
| 2001 | The Follow    | Wong Kar-wai       | Parte de la serie The Hire                                   |
| 2010 | The Wolfman   | Joe Johnston       |                                                              |
| 2016 | Nerdland      | Chris Prynoski     | También productor                                            |
| 2022 | Windfall      | Charlie McDowell   | También productor ejecutivo                                  |
| 2023 | The Killer    | David Fincher      |                                                              |

#### Televisión
| Año  | Título                 | Director           | Episodio           |
| ---- | ---------------------- | ------------------ | ------------------ |
| 1993 | Tales from the Crypt   | Elliot Silverstein | "Well Cooked Hams" |
| 1997 | Perversions of Science | Tobe Hooper        | "Panic"            |
| 2022 | Love, Death & Robots   | David Fincher      | "Bad Travelling"   |

### Arreglos de guion
- Event Horizon (1997)
- The Game (1997)
- Fight Club (1999)
- Stir of Echoes (1999)